# Roztoky
Roztoky (niem. Rostok) − miasto w Czechach, w kraju środkowoczeskim. Według danych z 31 grudnia 2003 powierzchnia miasta wynosiła 844 ha, a liczba jego mieszkańców 5 956 osób.

## Demografia
| Rok             | 1970  | 1980  | 1991  | 2001  | 2003  | 2011  |
| --------------- | ----- | ----- | ----- | ----- | ----- | ----- |
| Liczba ludności | 6 146 | 6 138 | 5 756 | 5 733 | 5 956 | 7 719 |

Źródło: Czeski Urząd Statystyczny